# جلكى قوقازية غربية
جلكى قوقازية غربية (الاسم العلمي:Lethenteron ninae) هي نوع من الحيوانات المائية يتبع جنس جلكى هاملة الأمعاء من فصيلة الجلكية.